# Syndrome de la couvade
Le syndrome de la couvade, également appelé « grossesse nerveuse de l'homme », est un état symptomatique repéré chez le compagnon ou la compagne de la femme enceinte.
Trouble psychologique se manifestant de manière psychosomatique, il se caractérise par des symptômes caractéristiques de la grossesse : prise de poids, nausées dites « matinales », maux de tête, douleurs lombaires, ventre grossissant. Ce trouble est en général sans conséquences graves, mais peut aller dans certains cas extrêmes jusqu'à la sensation des douleurs de l'accouchement, l'apparition de prolactine (hormone de la lactation) ou un épisode de dépression de type post-partum.
Le terme couvade fait référence aux rites anciens, appartenant à de nombreux rituels de naissance dans le monde, où le père, avant ou pendant la grossesse, s’alite également.